# Hervé Laurent
Pour les articles homonymes, voir Laurent.

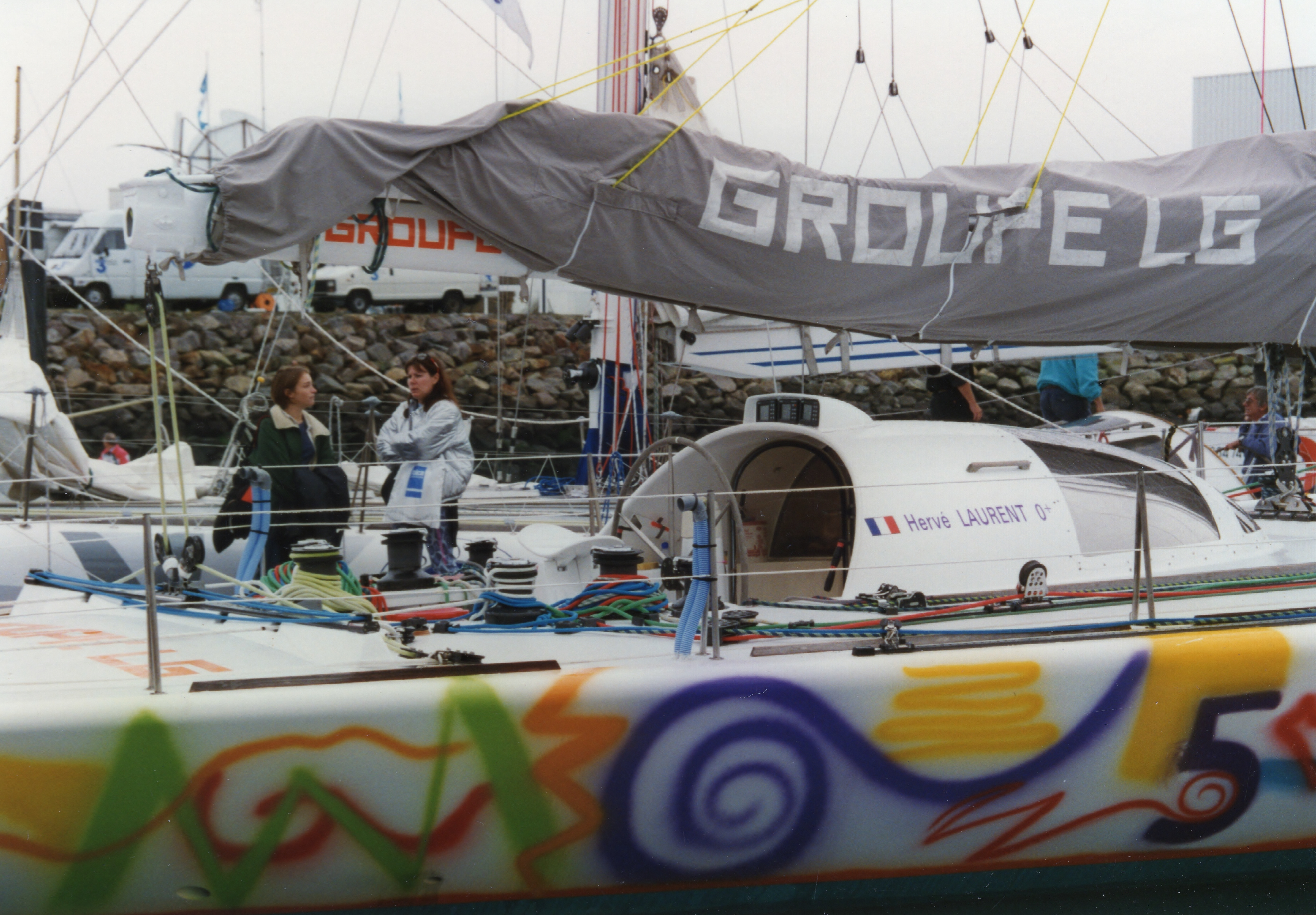
Groupe LG-Traitmat bateau de Hervé Laurent, au départ du Vendée Globe 1996-1997.

Hervé Laurent, né le 2 mai 1957 à Lorient (Morbihan), et mort le 29 août 2024, est un skipper et expert maritime français.

## Biographie
Il commence la voile dès son plus jeune âge sur le Blavet au club de voile de Lanester. Il est sollicité pour le routage de bateaux dans des courses transatlantiques ou des records océaniques autour du monde, pour le convoyage de voiliers, ou pour l'expertise des monocoques du Vendée Globe.
Après deux tours du monde et 42 transats en solitaire et en équipage, Hervé Laurent compte plus de 410 000 milles à son compteur[réf. nécessaire]. Il est resté longtemps basé à Lorient au Pôle course de Keroman pour aider des coureurs de la mini transat et de la solitaire du Figaro à se préparer.
De 2010 à 2018, il crée et dirige l'ONG « Sailing pour Tous » à l'île Maurice, ONG dont l'objet est de faire naviguer des jeunes mauriciens gratuitement. Il a également créé une compagnie qui travaille sur les mâts, gréements et accastillage. 
De retour en France, il crée « Laurent Grand Large » à Lorient pour entraîner les jeunes et moins jeunes skippers à la course au large. 
Hervé Laurent meurt à 67 ans lors d’un accident en mer survenu au large du Morbihan le 29 août 2024, son corps est retrouvé à Larmor-Plage le 30 août. 

## Palmarès
- 1979 : participation à la Course en solitaire de l’Aurore
- 1980 : participation à la Solitaire du Figaro
- 1982 :
  - 30e de la Route du Rhum
  - Vainqueur de La Transméditerranéenne
- 1985 : participation à la Course de l'Europe
- 1986 : 11e de la Solitaire du Figaro
- 1987 : participation à la Transat Lorient-St Pierre et Miquelon
- 1988 : participation à la Transat Québec-Saint-Malo
- 1989 :
  - Participation à la Transat en double Lorient-St Barth
  - 6e de la Course de l'Europe
- 1990 : 6e de la Route du Rhum[réf. nécessaire]
- 1991 :
  - Record de la traversée de l'Atlantique Nord à la voile en solitaire
  - La Baule-Dakar en solitaire
- 1992 :
  - 4e de la Transat anglaise sur le trimaran Took Took en 13 j 04 h et 01 min
  - Participation à la Transat Québec-Saint-Malo en équipage
- 1993 : Transat Jacques-Vabre : 4e en classe ORMA sur Buchy Vacances
- 1994 : participation à la Route du Rhum
- 1995 : participation à la Solitaire du Figaro
- 1996 : 8e de la Transat anglaise sur Groupe LG 1 en 17 j 00 h et 55 min
- 1997 : 3e du Vendée Globe sur Groupe LG-Traitmat en 114 j 16 h et 43 min
- 1998 : 4e de la Transat Lorient-St-Barth avec Hervé de Kergariou sur Andouilles Triskel
- 2000 : 4e de la Transat Québec-Saint-Malo sur @rtemis
- 2002 : vainqueur de la Transat AG2R Lorient-Saint-Barthélemy avec Rodolphe Jacq sur Colbert Orco en 22 j 13 h 06 min et 55 s[4]
- 2004 :
  - 7e de The Transat sur UUDS en 14 j 3 h et 58 min
  - Vendée Globe sur UUDS : abandon[5],[6]
- 2005 : 7e de la Transat Jacques Vabre avec Laurent Massot sur UUDS en 15 j 20 h et 14 min
- 2007 : 11e de la Transat Jacques Vabre avec Jean-Baptiste Dejeanty sur Maisonneuve
- 2008 : Tour de France à la Voile
- 2013 :
  - Vainqueur du championnat de l'île Maurice
  - Vainqueur du Tour de l'île de la Réunion
- 2014 : vainqueur du Tour de l'île de la Réunion.